# Distretto di Huai Khot
Il distretto di Huai Khot (in thailandese: ห้วยคต) è un distretto (amphoe) della Thailandia, situato nella provincia di Uthai Thani.